# Бенеттон (регбийный клуб)
«Бенеттон Регби Тревизо» (итал. Benetton Rugby Treviso) — итальянский профессиональный регбийный клуб, выступающий в Про14. Команда базируется в городе Тревизо и проводит домашние матчи на арене «Стадио Комунале ди Мониго», вмещающей 6 700 зрителей. Клуб, основанный в 1932 году, с 1979 года принадлежит компании Benetton Group. «Бенеттон» становился чемпионом Италии 15 раз, а также четырежды выигрывал кубок страны. В 2010 году итальянские клубы присоединились к Кельтской лиге, после чего турнир был переименован в Про12. «Бенеттон» ни разу не выходил в плей-офф соревнования, а его высшим достижением стало седьмое место в сезоне 2012/13.
Традиционные цвета команды — белый и зелёный. Наиболее принципиальный соперник «Бенеттона» — «Цебре», другой итальянский клуб, выступающий в Про14.

## История
Клуб создан в 1932 г. Через двадцать лет регбисты Тревизо завоевали первый значимый трофей, став чемпионами Италии 1952 г. В 1970 г. команда впервые победила в кубке Италии. Сезон 1978 г. вновь принёс клубу титул сильнейшего на Аппенинах. Год спустя владельцем клуба стали структуры Benetton, и команда приняла нынешнее название. Регбисты выиграли национальное первенство в 1983, 1989 и 1992 гг.
С 1995 г. в регби появились профессиональные клубы. «Бенеттон» принимал участие в дебютном розыгрыше Кубка Хейнекен, где сыграл два матча (победа и поражение). В следующем сезоне выступление на европейской арене стало более продолжительным (4 матча), но менее успешным (только одна победа). В 1997 г. клуб выиграл чемпионат Италии. В сезоне 1998/99 регбисты одержали три победы в еврокубке.
Кубок Италии 1998 г., как и победы в национальном чемпионате в 1999, 2001, 2003, 2004, 2006, 2007 и 2009 гг. пополнили коллекцию трофеев «Бенеттона». Команда регулярно играла в Кубке Хейнекен с 2001 г., пропустив лишь сезоны 2000/01 и 2002/03, которые итальянцы провели в Европейском кубке вызова. Кубок Хейнекен 2004/05 принёс регбистам победу в половине сыгранных матчей. Однако в четырёх последующих розыгрышах «Бенеттон» выиграл однаджы (2007/08, «Ньюпорт Гвент Дрэгонс»).
Одна из самых громких европейских побед клуба состоялась в сезоне 2009/10, когда клуб переиграл чемпиона Франции «Перпиньян» у себя дома (9-8). В 2010 г. команда впервые стартовала в Кельтской лиге под названием «Леони», одержав две победы в первых трёх матчах.

## Достижения
Чемпионат Италии
- Чемпион (15): 1956, 1978, 1983, 1989, 1992, 1997, 1998, 1999, 2001, 2003, 2004, 2006, 2007, 2009, 2010

 Кубок Италии
- Обладатель (4): 1970, 1998, 2005, 2010

Суперкубок Италии
- Обладатель (2): 2006, 2009

## Статистика

### Про12/Про14
| Сезон   | Место               | Матчи                  | Победы                 | Ничьи                  | Поражения              | Бонусы                 | Очки                   |
| ------- | ------------------- | ---------------------- | ---------------------- | ---------------------- | ---------------------- | ---------------------- | ---------------------- |
| 2010/11 | 10-е                | 22                     | 9                      | 0                      | 13                     | 2                      | 38                     |
| 2011/12 | 10-е                | 22                     | 7                      | 0                      | 15                     | 8                      | 36                     |
| 2012/13 | 7-е                 | 22                     | 10                     | 2                      | 10                     | 6                      | 50                     |
| 2013/14 | 11-е                | 22                     | 5                      | 1                      | 16                     | 8                      | 30                     |
| 2014/15 | 11-е                | 22                     | 3                      | 1                      | 18                     | 5                      | 19                     |
| 2015/16 | 12-е                | 22                     | 3                      | 0                      | 19                     | 8                      | 20                     |
| 2016/17 | 10-е                | 22                     | 5                      | 0                      | 17                     | 3                      | 23                     |
| 2017/18 | 5-е (конференция B) | 21                     | 11                     | 0                      | 10                     | 11                     | 55                     |
| 2018/19 | 3-е (конференция B) | 21                     | 11                     | 2                      | 8                      | 9                      | 57                     |
| 2018/19 | Четвертьфинал       | Манстер 15–13 Бенеттон | Манстер 15–13 Бенеттон | Манстер 15–13 Бенеттон | Манстер 15–13 Бенеттон | Манстер 15–13 Бенеттон | Манстер 15–13 Бенеттон |
| 2019/20 | 5-е (конференция B) | 15                     | 6                      | 1                      | 8                      | 10                     | 36                     |

### Еврокубки
| Европейский кубок вызова | Кубок Хейнекен / Кубок европейских чемпионов |

| Сезон   | Группа / раунд | Место                              | Матчи                              | Победы                             | Ничьи                              | Поражения                          | Бонусы                             | Очки                               |
| ------- | -------------- | ---------------------------------- | ---------------------------------- | ---------------------------------- | ---------------------------------- | ---------------------------------- | ---------------------------------- | ---------------------------------- |
| 1995/96 | Группа 1       | 2-е                                | 2                                  | 1                                  | 0                                  | 1                                  | –                                  | 2                                  |
| 1996/97 | Группа 1       | 4-е                                | 4                                  | 1                                  | 0                                  | 3                                  | –                                  | 2                                  |
| 1997/98 | Группа 5       | 3-е                                | 6                                  | 2                                  | 0                                  | 4                                  | –                                  | 4                                  |
| 1998/99 | Группа 4       | 3-е                                | 6                                  | 3                                  | 0                                  | 3                                  | –                                  | 6                                  |
| 1999/00 | Группа 5       | 3-е                                | 6                                  | 2                                  | 0                                  | 4                                  | –                                  | 4                                  |
| 2000/01 | Группа 1       | 2-е                                | 6                                  | 5                                  | 0                                  | 1                                  | –                                  | 10                                 |
| 2001/02 | Группа 2       | 4-е                                | 6                                  | 1                                  | 0                                  | 5                                  | –                                  | 2                                  |
| 2002/03 | 1-й раунд      | «Бенеттон» 55:26 «Кастр»           | «Бенеттон» 55:26 «Кастр»           | «Бенеттон» 55:26 «Кастр»           | «Бенеттон» 55:26 «Кастр»           | «Бенеттон» 55:26 «Кастр»           | «Бенеттон» 55:26 «Кастр»           | «Бенеттон» 55:26 «Кастр»           |
| 2002/03 | 2-й раунд      | «Ньюкасл Фэлконс» 43:32 «Бенеттон» | «Ньюкасл Фэлконс» 43:32 «Бенеттон» | «Ньюкасл Фэлконс» 43:32 «Бенеттон» | «Ньюкасл Фэлконс» 43:32 «Бенеттон» | «Ньюкасл Фэлконс» 43:32 «Бенеттон» | «Ньюкасл Фэлконс» 43:32 «Бенеттон» | «Ньюкасл Фэлконс» 43:32 «Бенеттон» |
| 2003/04 | Группа 5       | 3-е                                | 6                                  | 1                                  | 0                                  | 5                                  | 1                                  | 5                                  |
| 2004/05 | Группа 2       | 3-е                                | 6                                  | 3                                  | 0                                  | 3                                  | 2                                  | 14                                 |
| 2005/06 | Группа 4       | 4-е                                | 6                                  | 0                                  | 0                                  | 6                                  | 3                                  | 3                                  |
| 2006/07 | Группа 1       | 4-е                                | 6                                  | 0                                  | 0                                  | 6                                  | 0                                  | 0                                  |
| 2007/08 | Группа 1       | 4-е                                | 6                                  | 1                                  | 0                                  | 5                                  | 1                                  | 5                                  |
| 2008/09 | Группа 3       | 4-е                                | 6                                  | 0                                  | 0                                  | 6                                  | 0                                  | 0                                  |
| 2009/10 | Группа 1       | 4-е                                | 6                                  | 1                                  | 0                                  | 5                                  | 1                                  | 5                                  |
| 2010/11 | Группа 5       | 4-е                                | 6                                  | 0                                  | 0                                  | 6                                  | 1                                  | 1                                  |
| 2011/12 | Группа 5       | 4-е                                | 6                                  | 1                                  | 1                                  | 4                                  | 1                                  | 7                                  |
| 2012/13 | Группа 2       | 4-е                                | 6                                  | 1                                  | 0                                  | 5                                  | 1                                  | 5                                  |
| 2013/14 | Группа 5       | 4-е                                | 6                                  | 0                                  | 0                                  | 6                                  | 0                                  | 0                                  |
| 2014/15 | Группа 5       | 4-е                                | 6                                  | 1                                  | 0                                  | 5                                  | 0                                  | 4                                  |
| 2015/16 | Группа 4       | 4-е                                | 6                                  | 0                                  | 0                                  | 6                                  | 0                                  | 0                                  |
| 2016/17 | Группа 1       | 3-е                                | 6                                  | 2                                  | 0                                  | 4                                  | 0                                  | 8                                  |

## Текущий состав
Состав команды на сезон Про14 2020/21:

## Игроки прошлых лет

### Италия
- Орацио Аранчо[англ.]
- Дин Бадд[англ.]
- Энрико Баккин[англ.]
- Роберт Барбьери
- Альберто Бенеттин[англ.]
- Мауро Бергамаско
- Валерио Бернабо[англ.]
- Стефано Беттарелло[англ.]
- Крис Бёртон[англ.]
- Лука Биджи[англ.]
- Лучо Боккалетто[итал.]
- Тоби Ботес[англ.]
- Андреа Брондзини[англ.]
- Джорджо Брондзини[англ.]
- Андреа Буондонно
- Томмазо Визентин[итал.]
- Корнелиус ван Цюль[англ.]
- Маноа Восауаи
- Эцио Галон[англ.]
- Юлиан Гарднер[англ.]
- Гонсало Гарсия[англ.]
- Орнел Гега[англ.]
- Леонардо Гиральдини[англ.]
- Эдоардо Гори[англ.]
- Джованни Греспан[англ.]
- Андреа Гритти[итал.]
- Мауро Даль Сие[англ.]
- Денис Даллан
- Мануэль Даллан[англ.]
- Сантьяго Деллапе[англ.]
- Альберто Де Марки[англ.]
- Андреа Де Марки[англ.]
- Пол Дербишир[англ.]
- Бенджамин де Ягер[англ.]
- Марк Джакери[англ.]
- Алессандро Дзанни[англ.]
- Марко Дзанон[англ.]
- Джанни Дзанон[англ.]
- Маттео Дзануссо[англ.]
- Серджо Дзорци[англ.]
- Альберто ди Бернардо[англ.]
- Раффаэле Дольфато[англ.]
- Пьермассимилиано Дотто[англ.]
- Микеле Кампаньяро[англ.]
- Гонсало Канале[англ.]
- Карло Кеккинато[англ.]
- Оскар Коллодо[англ.]
- Вальтер Кристофолетто[англ.]
- Альберто Луккезе[англ.]
- Энгель Макелара[англ.]
- Иэн Маккинли
- Люк Маклин[англ.]
- Андреа Маркато[англ.]
- Рамиро Мартинес[англ.]
- Франческо Маццарьол[англ.]
- Никола Маццукато[англ.]
- Франческо Минто[англ.]
- Жан-Франсуа Монториоль[англ.]
- Алессандро Москарди[англ.]
- Людовико Нитолья[англ.]
- Давид Одьете[англ.]
- Фабио Онгаро[англ.]
- Скотт Палмер[англ.]
- Серджо Париссе
- Антонио Паванелло[англ.]
- Энрико Паванелло[итал.]
- Марио Павин[англ.]
- Массимилиано Перциано[итал.]
- Джанкарло Пиветта
- Симон Пиконе[англ.]
- Вальтер Поццебон[англ.]
- Андреа Пратикетти[англ.]
- Франко Проперци[англ.]
- Микеле Риццо[англ.]
- Гвидо Росси[англ.]
- Стефано Савиоцци[англ.]
- Франко Сбаральини[англ.]
- Андреа Сгорлон[англ.]
- Фабио Семенцато[англ.]
- Микеле Сепе[англ.]
- Диего Скалья[англ.]
- Тито Тебальди[англ.]
- Джулио Тониолатти[англ.]
- Морено Тревизьол[англ.]
- Алессандро Тронкон[англ.]
- Джорджо Тронкон[итал.]
- Роберто Фаваро[англ.]
- Симоне Фаваро[англ.]
- Джанлука Фалива[англ.]
- Игнасио Фернандес Руйет[англ.]
- Филиппо Филипетто
- Иван Франческато
- Марко Фузер[англ.]
- Лоренцо Читтадини[англ.]
- Томмазо Янноне[англ.]

### Остальные сборные
- Майкл Лайна[англ.]
- Брендан Уильямс[англ.]
- Лукас Борхес
- Томас Вальехос Синалли[англ.]
- Майкл Хорак[англ.]
- Том Палмер[англ.]
- Питер Ричардс[англ.]
- Иан Китли[англ.]
- Марти Бэнкс[англ.]
- Крейг Грин[англ.]
- Уэту Дуглас[англ.]
- Джон Кируэн[англ.]
- Фило Пауло[англ.]
- Наси Ману[англ.]
- Энди Мур[англ.]
- Генри Сенилоли[англ.]
- Майкл Тагизакибау[англ.]
- Биан Вермак
- Марко Венцель[англ.]
- Франко Смит
- Кристиан Лоаману